# Томилина, Александра Клавдиевна
Александра Клавдиевна Томилина-Ларионова (29 октября 1899, Москва — сентябрь 1987) — вторая официальная супруга (с 1962), вдова и наследница художника-авангардиста Михаила Ларионова, завещавшая Советскому Союзу наследие Ларионова и его подруги Натальи Гончаровой.

## Биография
Родилась Александра 29 октября 1899 года в доме Волкова. Родители: Потомственный почетный гражданин Клавдий Николаевич Томилин и законная жена его Анна Ивановна, оба православного вероисповедания. Крещена 31 октября того же года в Церкви св. Бориса и Глеба у Арбатских ворот. 
Отец — банкир Клавдий Николаевич Томилин (1871 — 1947), до революции управлял товариществом банков «Волков и К», акционер Московско-Рязанской железной дороги (в честь него назван дачный посёлок Томилино под Москвой, первым застройщиком которого он был). Позже в эмиграции (вернулся в 1947 году, в апреле того же года умер в возрасте 76 лет).
Александра уехала из России до 1917 года, училась в Сорбонне, работала в парижской библиотеке.
В течение 30 лет была натурщицей, секретарем, любовницей, затем сожительницей Михаила Ларионова. Художник в 1920-х годах расстался с Натальей Гончаровой, как с супругой, но сохранил с ней творческий союз. Биографы отмечают, что Ларионов всегда возвращался ночевать в квартиру Гончаровой на улице Жака Калло. Томилина же переехала в квартиру, расположенную этажом ниже. Гончарова, в свою очередь, вступила в отношения с Орестом Ивановичем Розенфельдом. При этом в 1955 году Гончарова и Ларионов официально поженились, чтобы легализовать свое совместное владение имуществом перед законами Франции.
Гончарова писала Ларионову о его спутнице жизни так: «…я не ревную, она хороший человек и я отношусь к ней с большим уважением за её серьёзную работу и отношение к тебе, и ценю её какой-то особый шарм… она недополучает свою долю счастья, и это меня огорчает. … Я думаю, что и Алекс. Клав. меня ревновать не надо…». Гончарова с облегчением переложила на Томилину бытовое обслуживание Ларионова и говорила: «Если в доме несколько женщин, то старшая может ничего не делать». Иногда художники ездили на отдых вчетвером, иногда — вдвоем. Во время Второй Мировой войны Томилина взяла на себя обслуживание обоих художников, добывала продукты.
Профессор Энтони Партон писал о непредсказуемом и резком характере Томилиной: «…что привело к возникновению её прозвища „Наждачка“. <…> Известно из воспоминаний Никиты Лобанова-Ростовского, что Томилина был способна повести себя агрессивно. <…> Однажды, например, как говорят, скинула Гончарову с лестницы, таким образом пожелав ей смерти».

### Наследие Гончаровой и Ларионова
Их официальный брак был зарегистрирован только 28 мая 1963 года, спустя год после кончины Гончаровой, умершей 17 октября 1962 года.
На следующий год, 10 мая 1964 года, скончался уже сам Ларионов, и Томилина оказалась единственной наследницей бездетной четы авангардистов. В её парижской двухкомнатной квартире одна комната была полностью занята архивом и картинами. Некоторые из них она продавала, по многим свидетельствам, работы Ларионова она хранила бережно, а вот картинами Гончаровой щедро расплачивалась. По некоторым сообщениям, она посмертно мстила Гончаровой, почистив архив. Энтони Партон пишет: «В конце 1970-х годов Томилина начала стирать все, что было связано с памятью Гончаровой. Она распорядилась личной библиотекой Гончаровой, просто выкинув её в общественные мусорные баки дома»..
В последующие годы она подарила ГРМ полученные 12 произведений Гончаровой, в том числе «Четырёх евангелистов».
В 1974 году в Париж приехал Александр Рейжевский (друг одного из племянников Томилиной — актёра Анатолия Сахновского, позже официальный представитель наследников Томилиной). По его словам, Александра очень любила своих родных сестер Марианну Хлюпину и Ларису, оставшихся в СССР, и ежегодно посылала им деньги. Все имущество она хотела завещать им: «Но я её отговорил — если она завещает все картины им, то ни одно государство (тем более наше, советское) им ничего не отдаст. И по большому счету будет право — все-таки это национальное достояние. Поэтому я посоветовал все картины и архив завещать правительству, а остальное имущество и деньги — сестрам. Позже выяснилось, что она последовала моему совету».
Завещание было составлено в 1978 году, советскому государству завещалось всё, касающееся искусства. А деньги и движимые ценности — сестре и племянникам. Как пишет «Коммерсант», «сегодня, несмотря на то что большая часть завещанного в Москву все же попала и даже наследники получили некоторые крохи состояния Томилиной, это завещание осталось не только невыполненным, но по многим пунктам и грубо нарушенным». В 1986 году Томилина обратилась в посольство СССР в Швейцарии (сама она находилась в Лозанне в доме престарелых), чтобы оно оплачивало её счета в доме престарелых, что и было исполнено.
Когда Томилина в 1987 году серьёзно заболела, некоторые вещи при участии её французского адвоката были перевезены в советское посольство в Париже, чтобы избежать высоких пошлин на наследство. Так, как писали в 1998 году журналисты, «появились две части творческого наследия: нелегально вывезенная (в частности, архив) и законная. Сегодня за это расплачиваются все — и Министерство культуры России, на котором „висит“ вся эта проблема, и Третьяковская галерея, куда было перевезено злосчастное наследство». Легальная часть, в основном картины, хранилась в специальном хранилище на улице Атла в Париже. После того, как она скончалась, чтобы выплатить 60 % французского налога на наследство, советское правительство предоставило Франции возможность отбора картин из них. Таким образом 67 картин Гончаровой и Ларионова оказались в собрании Центра Жоржа Помпиду. 
По результатам нелегального вывоза во Франции проходили суды, решением которых было оплатить услуги французского адвоката-посредника по вывозу на деньги российской стороны. Племянники Томилиной, в свою очередь, судились, чтобы получить деньги со счетов тетки.
Наследие четы авангардистов в Третьяковке, по состоянию описи на 1995 год насчитывало 797 произведений живописи, 11 538 графических работ (и произведений неизвестных художников из состава архива), несколько тысяч архивных документов, 6300 книг, 3745 журналов и около 3 тысяч открыток, репродукций и т. п. В 1997 году в депозитарии нашли ещё один ящик с картинами.
Томилину, согласно ее воле, похоронили в одной могиле с Ларионовым и Гончаровой на кладбище Иври-сюр-Сен в Париже.